# St. Johannes (Gelbingen)

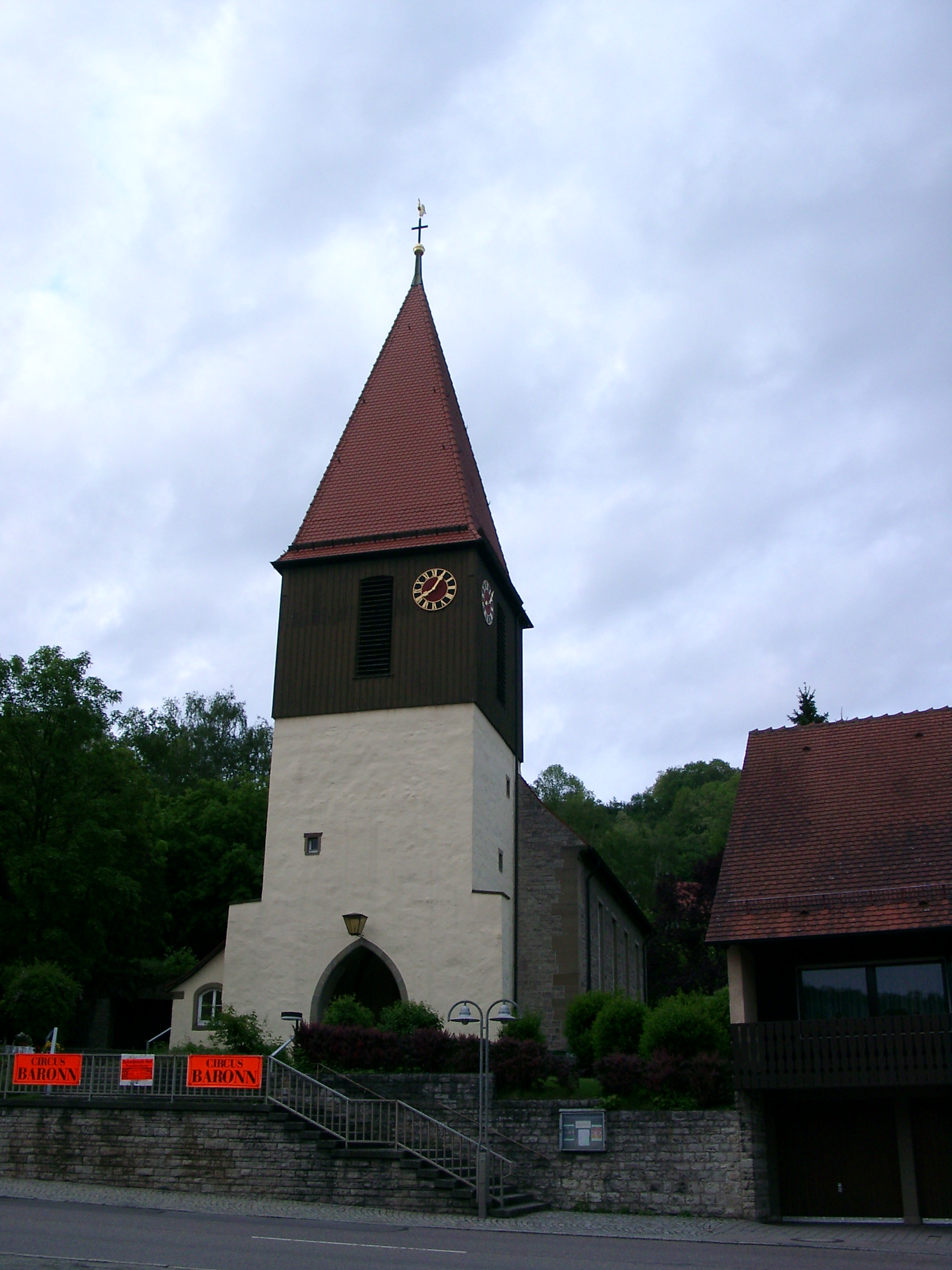
Die evangelische Kirche in Gelbingen

Die Johanneskirche ist eine evangelische Kirche in der Untermünkheimer Straße 12 in Gelbingen, einem Stadtteil von Schwäbisch Hall im gleichnamigen Landkreis in Baden-Württemberg.

## Geschichte
Im Jahr 1342 stifteten die Herren von Eltershofen eine Kapelle, die Johannes dem Täufer geweiht war, zusammen mit einer Kaplanei. Bis zur Reformation war die Gelbinger Kirche Filial von Erlach, danach wechselte der Pfarrsitz.
Im 19. Jahrhundert existierte in Gelbingen noch die hochgotische, außen und innen vertünchte Kirche, deren Aussehen in einer Quelle Anfang des 20. Jahrhunderts nur unzureichend beschrieben ist. Eugen Gradmann hält im Jahr 1907 nur stichwortartig fest: „Chor im Turm, gewölbt mit Kreuzrippen ohne Konsolen, glattem Schlußstein.“. Auf der Ostseite hatte die Kirche laut Gradmann ein zweiteiliges gotisches Fenster.
Im Inneren befand sich ein einfaches Wandtabernakel und vor dem Altar ein geschnitztes Altargitter. Auf den Gemälden des Altaraufsatzes waren die Auferstehung Christi, Ecce homo und Christus als Guter Hirte dargestellt. Zur Ausstattung gehörte ferner eine thronende Muttergottes aus dem 14. Jahrhundert; auch diese Holzfigur war zu Gradmanns Zeiten übertüncht. Die westliche Empore hatte eine Brüstung aus gesägten Bohlen, die aus dem 16. oder 17. Jahrhundert stammte. Im Turm hingen zwei Glocken; die eine war mit den Evangelistennamen versehen und stammte aus der Mitte des 14. Jahrhunderts, die andere, von Stephan Bruncler und Johann Arnold, trug den Spruch „Soli Deo gloria“, mindestens ein Wappen und ein Reliefkruzifix. Als Gradmann seine im Jahr 1907 publizierte Schrift Die Kunst- und Altertums-Denkmale der Stadt und des Oberamtes Schwäbisch-Hall verfasste, war der Abriss dieser Kirche geplant. Schon im Jahr 1847 hatte Rudolph Moser festgestellt: „Die Kirche zu St. Johannes im obern Dorf ist klein und unscheinbar und mindestens einer Vergrößerung sehr bedürftig.“
Im Jahr 1945 wurde die Kirche bis auf den Turmchor zerstört. Eine neue Kirche wurde nach Plänen von Walter Zoller erbaut, wobei das neue Kirchenschiff wegen der benachbarten Straße auf die Ostseite versetzt wurde. Der gotische Turm mit dem ehemaligen Turmchor wurde in den Neubau integriert, aber als neue Eingangshalle umgestaltet. Erbaut wurde sie im Jahr 1950 und bietet 270 Besuchern Platz.
Die heutige Johannes- oder Johanniskirche ist eine der Kirche der evangelischen Kirchengemeinde Gelbingen.